# Willard (namn)
Willard är både ett förnamn och ett efternamn.

## Personer med efternamnet Willard
- Ashbel P. Willard (1820–1860), amerikansk politiker
- Atom Willard (född 1973), amerikansk musiker
- Charles W. Willard (1827–1880), amerikansk politiker
- Emma Willard (1787–1870), amerikansk skolledare
- Frances Willard (1839–1898), amerikansk socialreformator
- Fred Willard (1933–2020), amerikansk komiker
- George Willard (1824–1901), amerikansk politiker
- Jess Willard (1881–1968), amerikansk boxare

## Personer med förnamnet Willard
- Willard S. Boyle (1924–2011), kanadensisk fysiker
- Willard Preble Hall (1820–1882), amerikansk politiker
- Willard Ikola (född 1932), amerikansk ishockeymålvakt
- Willard Frank Libby (1908–1980), amerikansk fysiker och kemist
- Willard Leroy Metcalf (1858–1925), amerikansk impressionistisk målare
- Willard Van Orman Quine (1908–2000), amerikansk filosof
- Willard Saulsbury (1820–1892), amerikansk politiker
- Willard Saulsbury Jr. (1861–1927), amerikansk politiker
- Willard Scott (1934–2021), amerikansk radio- och TV-personlighet
- Willard Warner (1826–1906), amerikansk militär och politiker